# Pseudacontia
Pseudacontia is een geslacht van vlinders van de familie Uilen (Noctuidae), uit de onderfamilie Cuculliinae.

## Soorten
- P. cansa Smith, 1908
- P. crustaria Morrison, 1875
- P. louisa Smith, 1908
- P. tricircula Dyar, 1927